# Herculaneum (Band)
Herculaneum ist ein Jazzensemble aus Chicago.

## Geschichte
Die Mitglieder der Anfang der 2000er Jahre gegründeten Formation Herculaneum stammen aus der Jazzszene Chicagos, spielen aber auch in Indie-Rockbands der Stadt wie Cursive oder Icy Demons. Ihr gehörten in der Gründungsbesetzung als Quintett der Trompeter Patrick Newbery, Klarinettist David McDonnell, Bassist Greg Danek, Posaunist Nick Broste und der Schlagzeuger (teilweise auch Vibraphonist und Pianist) Dylan Ryan an, der das Ensemble leitet und fast alle Stücke komponiert. Die Frontline besteht (seit 2012) wieder aus drei Bläsern, nachdem zwischendurch auch zwei Holzbläser in der Gruppe spielten und weitere Klangfarben (Streicher, Gitarre) integriert waren; der Gruppensound ist perkussiv angelegt. Der kammermusikalische Stil des 2009 veröffentlichten dritten Albums nimmt Anleihen bei den Gruppen von Jimmy Giuffre in den 1950er Jahren.
Das Ensemble jammte auch mit Bands wie Wilco, TV on the Radio, Cursive und Broken Social Scene, außerdem mit den Free-Jazz-Musikern Daniel Carter und Paul Flaherty.

## Diskografie
- Herculaneum (2003)
- Orange Blossom (482 Music, 2005)
- Herculaneum III (Clean Feed Records, 2007), mit David McDonnell, Nate Lepine, Nick Broste, Patrick Newbery, John Beard, Greg Danek, Dylan Ryan
- Olives & Orchids (EF, 2010)
- UCHŪ (2012)